# Insenatura di Carroll
L'insenatura di Carroll (Carroll Inlet in inglese) è un canale del mare dell'Alaska meridionale (Stati Uniti) nel Borough di Ketchikan Gateway vicino alla città di Ketchikan e fa parte dell'area marittima Inside Passage.

## Dati fisici
L'insenatura di Carroll si trova nella parte meridionale dell'isola di Revillagigedo (Revillagigedo Islans) a circa 14 km verso sud-est dalla città di Ketchikan. Ha la forma di un canale con un orientamento grosso modo sud-nord con una piegatura verso nord-ovest a metà canale. A sud nasce dal canale di Revillagigedo (Revillagigedo Channel); la parte iniziale è in comune con l'insenatura di George (George Inlet) e termina quasi al centro dell'isola Revillagigedo alimentato dal fiume Carroll (Carroll Creek) in una area paludosa. Il canale si trova all'interno della Foresta Nazionale di Tongass (Tongass National Forest).

### Isole bagnate dallo stretto
Nello stretto sono presenti le seguenti principali isole:
| Nome dell'isola               | Note                                       | Coordinate             |
| ----------------------------- | ------------------------------------------ | ---------------------- |
| Isola di Hume (Hume Island)   | Si trova a 14 m dall'inizio sud del canale | 55°23′17″N 131°20′53″W |
| Isola di Osten (Osten Island) | Si trova a 1,5 m a nord dell'isola di Hume | 55°24′40″N 131°19′24″W |

Ancora più a nord dell'isola di Osten si trova l'isola di Point (Point Island) 55°27′00″N 131°18′37″W.

### Baie e insenature
Nel canale sono presenti le seguenti principali insenature:
| Nome dell'insenatura                 | Note                                                | Coordinate             |
| ------------------------------------ | --------------------------------------------------- | ---------------------- |
| Baia di California (California Cove) | Si trova a ovest del canale a 6 km dall'imboccatura | 55°20′22″N 131°27′23″W |
| Baia di Gnat (Gnat Cove)             | Si trova a est del canale a 15 km dall'imboccatura  | 55°20′22″N 131°27′23″W |
| Baia di Shoal (Shoal Cove)           | Si trova a est del canale a 21 km dall'imboccatura  | 55°25′50″N 131°17′15″W |
| Baia di Shelter (Shelter Cove)       | Si trova a ovet del canale a 33 km dall'imboccatura | 55°32′18″N 131°20′50″W |

### Fiumi
Diversi fiumi (torrenti) alimentano le acque del canale tra i quali:
- Shoel Creek 55°26′13″N 131°16′29″W
- Marble Creek 55°29′38″N 131°18′13″W
- Gunsight Creek 55°30′49″N 131°20′11″W
- Calamity Creek 55°31′43″N 131°19′24″W
- Licking Creek 55°33′15″N 131°20′13″W
- Falls Creek 55°36′36″N 131°21′10″W
- Carroll Creek 55°38′13″N 131°21′53″W

### Promontori dallo stretto
Nello stretto sono presenti i seguenti promontori (da sud a nord):
- lato occidentale:
  - promontorio Rock (Rock Point)[11] 55°21′24″N 131°24′02″W - Il promontorio ha una elevazione di 43 metri.
  - promontorio Island (Island Point)[12] 55°27′21″N 131°18′54″W - Il promontorio ha una elevazione di 7 metri.
  - promontorio Nigelius (Nigelius Point)[13] 55°33′36″N 131°21′11″W - Il promontorio ha una elevazione di 25 metri.

- lato orientale:
  - promontorio Brunn (Brunn Point)[14] 55°21′55″N 131°23′01″W - Il promontorio ha una elevazione di 59 metri.
  - promontorio Spit (Spit Point)[15] 55°22′33″N 131°21′37″W - Il promontorio ha una elevazione di 20 metri.

## Storia
Il canale è stato nominato per la prima volta in tempi moderni nel 1880 dalla United States National Geodetic Survey (US Coast and Geodetic Survey) in onore del capitano James Carroll che comandò alcune navi in questa zona per molti anni. Inizialmente questo braccio di mare fu considerato un canale (channel); in seguito, quando si scoprì che non era un "passaggio", fu considerato una insenatura (inlet).

## Accessi e turismo
L'insenatura si può raggiungere via mare (facilmente da Ketchikan) o via aerea (idrovolanti).

## Fauna
Nella fauna marina del canale si trovano: balene, leoni marini e aringhe (queste ultime molto numerose). Nel canale si pratica anche la pesca del salmone.